# Peta zaseda
Peta zaseda je slovenska črno-bela vojna drama iz leta 1968 v režiji Franceta Kosmača po scenariju Vitomila Zupana. Filmska zgodba se osredotoča na iskanje izdajalca v partizanskem odredu. To je Kosmačev zadnji celovečerni film, ki obravnava partizane iz novega, poudarjeno kritičnega zornega kota.

## Igralci
- Boris Cavazza kot komisar Ilija
- Tone Gogala kot komandant Hari
- Demeter Bitenc
- Dare Valič kot načelnik štaba Bregar
- Evgen Car
- Arnold Tovornik
- Marjana Brecelj kot bolničarka Mija
- Janez Vajevec kot vodja varnostne službe odreda
- Milena Zupančič